# Col Guadalupe
Pour les articles homonymes, voir Guadalupe.
Le col Guadalupe, en anglais Guadalupe Pass, est un col routier des montagnes Guadalupe situé dans le comté de Culberson, au Texas, dans le Sud des États-Unis. Il est emprunté par une voie relevant à la fois de l'U.S. Route 62 et de l'U.S. Route 180 à une altitude de 1 650 m.